# Rio Piranhas (periodiskt vattendrag i Brasilien, Paraíba, lat -7,12, long -38,47)
Rio Piranhas är ett periodiskt vattendrag i Brasilien.   Det ligger i delstaten Paraíba, i den östra delen av landet, 1 400 km nordost om huvudstaden Brasília.
Omgivningen kring Rio Piranhas är huvudsakligen savann. Området är ganska glesbefolkat, med 25 invånare per kvadratkilometer.